# Finale della Coppa del mondo per club FIFA 2019
La finale della Coppa del mondo per club FIFA 2019 si è disputata sabato 21 dicembre 2019 allo stadio internazionale Khalifa di Doha tra gli inglesi del Liverpool, vincitori della UEFA Champions League 2018-2019, e i brasiliani del Flamengo, vincitori della Coppa Libertadores 2019.
La finale è stata vinta dagli inglesi del Liverpool, detentori della UEFA Champions League 2018-2019, al primo successo nella manifestazione. Le due squadre si erano già affrontate in precedenza nella finale della Coppa Intercontinentale 1981, vinta all'epoca dai brasiliani per 3-0.

## Squadre partecipanti
| Squadra   | Confederazione | Qualificazione                                  | Partecipazioni precedenti (in grassetto indica la vittoria) |
| --------- | -------------- | ----------------------------------------------- | ----------------------------------------------------------- |
| Liverpool | UEFA           | Vincitore della UEFA Champions League 2018-2019 | 1 (2005)                                                    |
| Flamengo  | CONMEBOL       | Vincitore della Coppa Libertadores 2019         | Nessuna                                                     |

## Cammino verso la finale
| Liverpool  | Liverpool | Squadra                            | Flamengo   | Flamengo  |
| ---------- | --------- | ---------------------------------- | ---------- | --------- |
| Avversario | Risultato | Coppa del mondo per club FIFA 2019 | Avversario | Risultato |
| Monterrey  | 2–1       | Semifinali                         | Al-Hilal   | 3–1       |

## Tabellino
| Arbitro: | Abdulrahman Al-Jassim |

|             |           |  |
| Firmino 99’ | Marcatori |  |

| Liverpool | Flamengo |

| P               | 1  | Alisson Becker          |       |        |
| D               | 66 | Trent Alexander-Arnold  |       |        |
| D               | 4  | Virgil van Dijk         |       |        |
| D               | 12 | Joe Gomez               |       |        |
| D               | 26 | Andrew Robertson        |       |        |
| C               | 8  | Naby Keïta              |       | 100’   |
| C               | 14 | Jordan Henderson (c)    |       |        |
| C               | 15 | Alex Oxlade-Chamberlain |       | 75’    |
| A               | 11 | Mohamed Salah           | 81’   | 120+1’ |
| A               | 9  | Roberto Firmino         | 100’  | 106’   |
| A               | 10 | Sadio Mané              | 45+1’ |        |
| A disposizione: |    |                         |       |        |
| P               | 13 | Adrián                  |       |        |
| P               | 22 | Andrew Lonergan         |       |        |
| D               | 51 | Ki-Jana Hoever          |       |        |
| D               | 72 | Sepp van den Berg       |       |        |
| D               | 76 | Neco Williams           |       |        |
| C               | 5  | Georginio Wijnaldum     |       |        |
| C               | 7  | James Milner            | 105’  | 100’   |
| C               | 20 | Adam Lallana            |       | 75’    |
| C               | 48 | Curtis Jones            |       |        |
| A               | 23 | Xherdan Shaqiri         |       | 120+1’ |
| A               | 27 | Divock Origi            |       | 106’   |
| A               | 67 | Harvey Elliott          |       |        |
| Allenatore:     |    |                         |       |        |
| Jürgen Klopp    |    |                         |       |        |

| P               | 1  | Diego Alves            |      |      |
| D               | 13 | Rafinha                |      |      |
| D               | 3  | Rodrigo Caio           |      |      |
| D               | 4  | Pablo Marí             |      |      |
| D               | 16 | Filipe Luís            |      |      |
| C               | 14 | Giorgian De Arrascaeta |      | 77’  |
| C               | 5  | Willian Arão           |      | 120’ |
| C               | 8  | Gerson                 |      | 102’ |
| C               | 7  | Éverton Ribeiro (c)    |      | 82’  |
| C               | 27 | Bruno Henrique         |      |      |
| A               | 9  | Gabriel Barbosa        |      |      |
| A disposizione: |    |                        |      |      |
| P               | 22 | Gabriel Batista        |      |      |
| P               | 37 | César                  |      |      |
| D               | 2  | Rodinei                |      |      |
| D               | 6  | Renê                   |      |      |
| D               | 26 | Matheus Thuler         |      |      |
| D               | 44 | Rhodolfo               |      |      |
| C               | 10 | Diego                  | 112’ | 82’  |
| C               | 19 | Reinier                |      |      |
| C               | 25 | Robert Piris           |      |      |
| C               | 28 | Orlando Berrío         |      | 120’ |
| A               | 11 | Vitinho                | 90’  | 77’  |
| A               | 29 | Lincoln                |      | 102’ |
| Allenatore:     |    |                        |      |      |
| Jorge Jesus     |    |                        |      |      |